# エティエンヌ＝フランソワ・ル・トゥルヌール

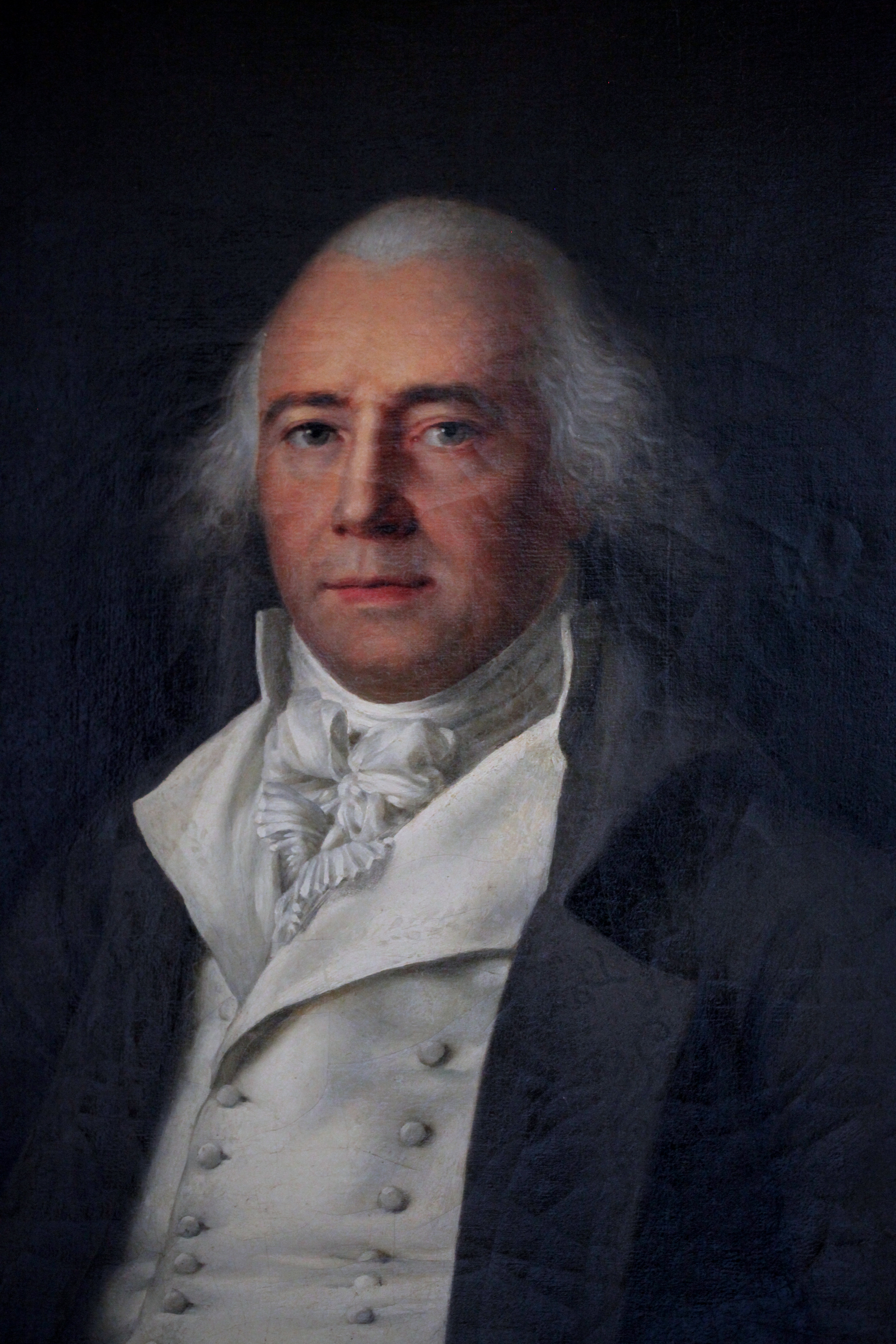
ル・トゥルヌールの肖像画、ジャン＝バティスト・フランソワ・デゾリア作、1796年。

エティエンヌ＝フランソワ＝ルイ＝オノレ・ル・トゥルヌール（フランス語: Étienne-François-Louis-Honoré Le Tourneur、1751年3月15日 - 1817年10月4日）は、フランス革命期の政治家。総裁政府の総裁（在任：1795年11月1日 - 1797年5月20日）を務めた。

## 生涯

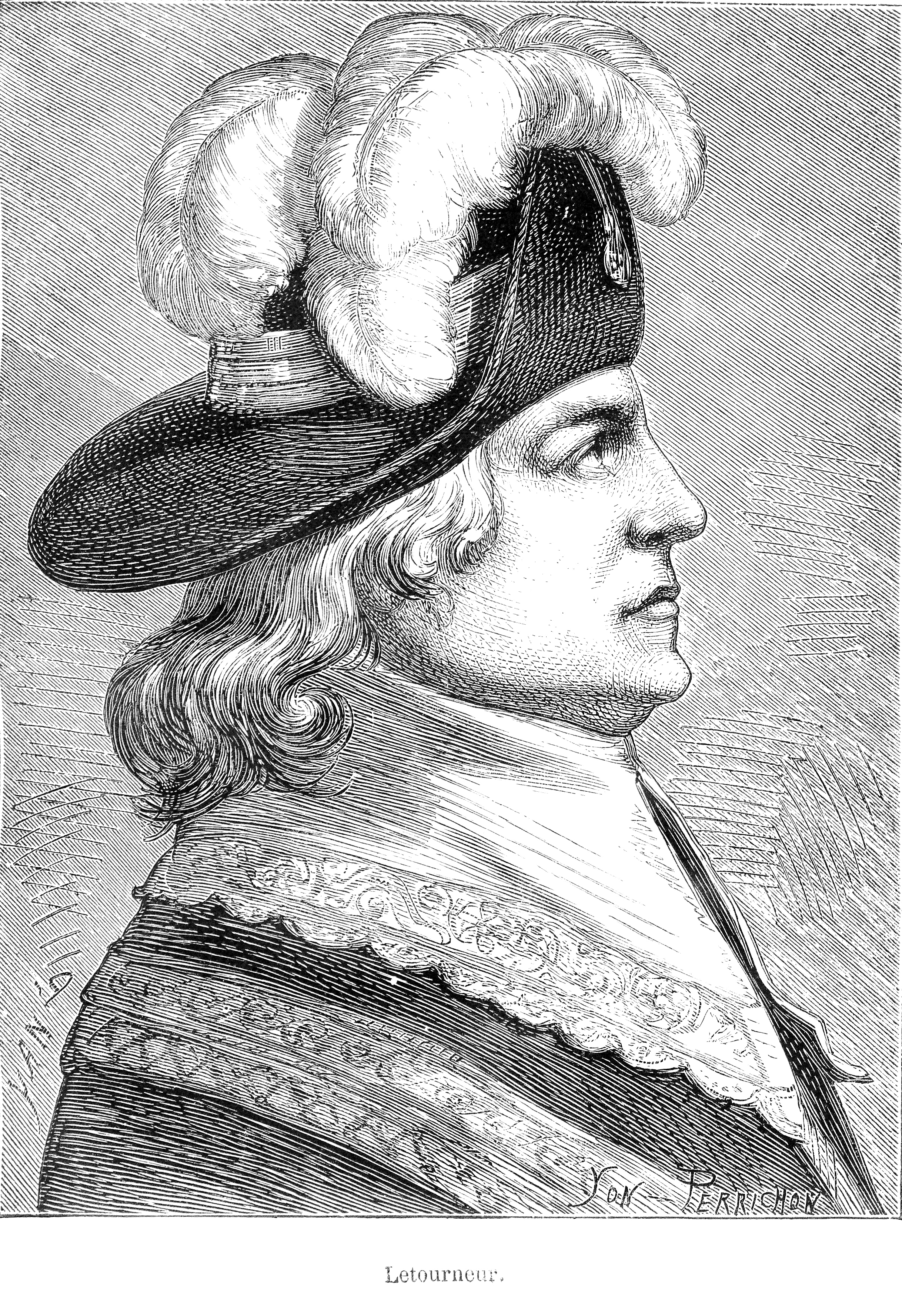
エティエンヌ＝フランソワ・ル・トゥルヌール、ヤン・ダルゲン作。

ル・トゥルヌールは1751年、ノルマンディーのグランヴィルで生まれる。軍人であったが、1791年以降立法議会の議員も務め、その後継の国民公会でも続投した。国民公会では戦争委員会の委員になり、アメリカ人連隊の設立などに関わった。1793年に行われた元フランス王ルイ16世の処遇を決める投票では死刑に賛成した。
その傍ら、ル・トゥルヌールは将校としてラザール・カルノーとともに働き、1793年から1795年までトゥーロンで軍役に就き、その後フランスの地中海艦隊を再編した。総裁政府が成立したとき、総裁に就任したが、1797年に退任した。後にフリュクティドール18日のクーデターが起こった時、カルノーとの関係が仇となり、ル・トゥルヌールは軍務から手を引くことを余儀なくされた。ブリュメール18日のクーデターを経て成立した統領政府では第一統領のナポレオン・ボナパルトによりロワール＝アトランティック県知事に任命された。フランス第一帝政が成立すると、代わりにフランス会計検査院院長に任命された。
フランス復古王政では王殺しの罪（ルイ16世の処刑に賛成した）により1816年にフランスから追放され、ネーデルラント連合王国南部（のちのベルギー）へ移ったが、翌年ブリュッセル近くのラーケンで死去した。